# De Dikke Lul Band

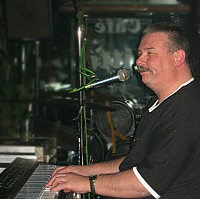
Arie Kuipers, toetsenist en leadzanger

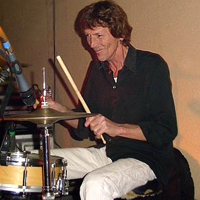
Arjen Kamminga, de drummer en zanger

De Dikke Lul Band is een Nederlandstalige band, bestaande uit toetsenist, gitarist en zanger Arie Kuipers en drummer en zanger Arjen Kamminga.

## Biografie
De Dikke Lul Band brak door in 1994, toen de band drie weken op de derde plaats in de Top 40 stond met het nummer Dikke Lul ook wel genoemd de Rasexy Mars. Hiervan bestond naast de gewone versie ook een kroegmix. Kort daarop volgde hun tweede single Op Je Ballen Naar De Wallen en een gelijknamig album. De Dikke Lul Band zingt over seksuele onderwerpen, als masturbatie, orale seks en prostitutie.
Het grootste deel van het repertoire van De Dikke Lul Band bestaat uit zelf geschreven nummers. Bij wijze van uitzondering voorziet de band een bekend nummer van een andere tekst zoals "Per stoep" (Lekker ding, lekker ding) uitgebracht als pikante persiflage op "Per spoor" (Kedeng, kedeng) van Guus Meeuwis & Vagant. Meeuwis vond de persiflage schadelijk voor zijn imago. Meeuwis' manager vond dat het nummer in niets deed denken aan een gewone persiflage; voor hem was het een 'heel goedkope manier' om even lekker mee te snoepen van Meeuwis' succes. Onder druk van een kort geding zegde De Dikke Lul Band toe de singles uit de handel te halen. Vervolgens bracht De Dikke Lul Band het nummer "Guus Kom Naar Huus" (Je Moeder Wil Je Spreken) uit, een bewerking van het nummer Guus van Alexander Curly uit 1975. Het stond in 1996 vier weken in de tipparade.

De Dikke Lul Band is vooral populair op studentenfeesten.
Tot grote ergernis van de bandleden duiken op internet regelmatig Nederlandstalige nummers met racistische of pedofiele teksten op, die aan De Dikke Lul Band toegeschreven worden en waarvan de band zich distantieert.

## Albums
- Op Je Ballen Naar De Wallen (1994)
- Lekker Ding (1996)
- Live Bij Heerendispuut Scharlaecken Wit (1998)
- Schapenneuken - A dirty mind is a joy forever (1999)

## Singles
| Single met eventuele hitnotering(en) in de Nederlandse Top 40 | Datum van verschijnen | Datum van binnenkomst | Hoogste positie | Aantal weken | Opmerkingen                |
| ------------------------------------------------------------- | --------------------- | --------------------- | --------------- | ------------ | -------------------------- |
| Dikke lul                                                     | 24-09-1994            | 3-12-1994             | 3               | 11           | Nr. 3 in de Single Top 100 |